# Les Mouettes sur la Saône
Pour plus de détails, voir Fiche technique et Distribution.
Les Mouettes sur la Saône est un téléfilm français de Jean Sagols avec Pierre Vaneck, diffusé en 1983.
Le film a été tourné à Lens-Lestang en 1982.

## Fiche technique
- Réalisation : Jean Sagols
- Scénario : Michelle Tourneur, d’après le roman homonyme de Jacques Chauviré
- Musique : Didier Vasseur
- Société de production : France Régions 3 (FR3)
- Pays d'origine : France
- Langue : français
- Date de première diffusion : 24 octobre 1983

## Distribution
- Cyril Aubin : François
- Thierry Vachon : Frédéric
- Pierre Vaneck : Lazare
- Rebecca Pauly : Flo
- Virginie Billetdoux : Fanny
- Alain Doutey : Paul
- Hubert Deschamps : Le grand-père
- Juliette Faber : La grand-mère
- Marie Bunel : Fanchette
- Jacques Deschamps : Florentain
- Philippe Chambon : Drevet
- Pierre-Stéfan Montagnier : Johannes
- André Badin : L'épicier
- Carina Barone : La cantatrice
- André Mortamais : Le docteur
- Charles Dubois : François adulte
- Alain Robert : Frédéric adulte